# San Pablo de Loreto
San Pablo de Loreto es una localidad peruana ubicada en la Provincia de Mariscal Ramón Castilla, Región Loreto. Es capital del distrito de San Pablo. Fue fundada en 1926 como un caserío para albergar a personas enfermas de lepra, y no fue hasta 1948 cuando miembros de la Iglesia católica fundan escuelas y hospitales para comenzar a dar un trato más humanos a los enfermos.

## Clima
| Parámetros climáticos promedio de Pebas | Parámetros climáticos promedio de Pebas | Parámetros climáticos promedio de Pebas | Parámetros climáticos promedio de Pebas | Parámetros climáticos promedio de Pebas | Parámetros climáticos promedio de Pebas | Parámetros climáticos promedio de Pebas | Parámetros climáticos promedio de Pebas | Parámetros climáticos promedio de Pebas | Parámetros climáticos promedio de Pebas | Parámetros climáticos promedio de Pebas | Parámetros climáticos promedio de Pebas | Parámetros climáticos promedio de Pebas | Parámetros climáticos promedio de Pebas |
| Mes                                     | Ene.                                    | Feb.                                    | Mar.                                    | Abr.                                    | May.                                    | Jun.                                    | Jul.                                    | Ago.                                    | Sep.                                    | Oct.                                    | Nov.                                    | Dic.                                    | Anual                                   |
| --------------------------------------- | --------------------------------------- | --------------------------------------- | --------------------------------------- | --------------------------------------- | --------------------------------------- | --------------------------------------- | --------------------------------------- | --------------------------------------- | --------------------------------------- | --------------------------------------- | --------------------------------------- | --------------------------------------- | --------------------------------------- |
| Fuente: Accuweather                     |                                         |                                         |                                         |                                         |                                         |                                         |                                         |                                         |                                         |                                         |                                         |                                         |                                         |